# Villatobas
Villatobas é um município da Espanha na província de Toledo, comunidade autónoma de Castilla-La Mancha, de área 181,71 km² com população de 2352 habitantes (2004) e densidade populacional de 12,94 hab/km².

## Demografia
| Variação demográfica do município entre 1991 e 2004 | Variação demográfica do município entre 1991 e 2004 | Variação demográfica do município entre 1991 e 2004 | Variação demográfica do município entre 1991 e 2004 |
| --------------------------------------------------- | --------------------------------------------------- | --------------------------------------------------- | --------------------------------------------------- |
| 1991                                                | 1996                                                | 2001                                                | 2004                                                |
| 2436                                                | 2280                                                | 2187                                                | 2352                                                |